# Iwaniki (sielsowiet Pleszczyce)
Iwaniki (biał. Іванікі; ros. Иваники) – wieś na Białorusi, w obwodzie brzeskim, w rejonie pińskim, w sielsowiecie Pleszczyce.
W dwudziestoleciu międzywojennym leżały w Polsce, w województwie poleskim, w powiecie pińskim, w gminie Chojno. Po II wojnie światowej w granicach Związku Sowieckiego. Od 1991 w niepodległej Białorusi.